# Балаж Џуџак
Балаж Џуџак (мађ. Balázs Dzsudzsák; 23. децембар 1986, Дебрецин) је мађарски фудбалер, тренутно наступа за Дебрецин.

## Клупска каријера
Џуџак је клупску каријеру почео у Дебрецину, где је играо до 2008. године и са којим је освојио 3 првенства Мађарске и 3 Суперкупа Мађарске 2005, 2006. и 2007. године. Године 2008. године прелази у ПСВ Ајндховен. Играо је другу полусезону 2007/08. и са 5 голова помогао ПСВ-у да освоји Ередивизију. У ПСВ-у је играо редовно до 2011. године, а онда је прешао у Анжи Махачкалу, клуб из Русије за који су тада играли Самјуел Ето, Роберто Карлос, Јуриј Жирков итд. За Анжи игра само једну сезону и 8 утакмица, а следеће сезоне прелази у Динамо Москву, где редовно игра све до 2015. године. У Динамо је прешао за 19 милиона евра, чиме је постао најскупљи мађарски играч икада. Дана 10. децембра 2014. Динамо је у утакмици Лиге Европе гостовао Џуџаковом бившем клубу ПСВ-у, а ПСВ је учинио велику част Џуџаку коме су узети отисци стопала и стављени у музеј клуба. После ПСВ-а, Џуџак је најбољи део каријере имао у Динаму. Године 2015. прелази у Бурсаспор, где остаје једну сезону, а затим прелази у Ал Вахду, клуб из УАЕ, где игра две сезоне. У септембру 2020. се враћа у Дебрецин, којем помаже да се врати у Прву лигу Мађарске.

## Репрезентативна каријера
Џуџак је за репрезентацију Мађарске дебитовао у утакмици против Грчке, 2. јуна 2007. Играо је за Мађарску на Европском првенству 2016, на којем је Мађарска дошла до осмине финала. У утакмици групне фазе са Португалом, која је завршена резултатом 3:3, Џуџак је дао 2 гола.

## Трофеји
Дебрецин
- Прва лига Мађарске: 2004/05, 2005/06, 2006/07.
- Куп Мађарске: 2007/08.
- Суперкуп Мађарске: 2005, 2006, 2007.

ПСВ
- Ередивизија: 2007/08.
- Суперкуп Холандије: 2008.

Ал Вахда
- Куп УАЕ: 2016/17.
- Лига куп УАЕ: 2017/18.
- Суперкуп УАЕ: 2017, 2018.

Индидуални
- Фудбалер године у Мађарској (по избору ФСМ): 2010.
- Фудбалер године у Мађарској (по избору новинара): 2010, 2014.